# Gare d'Oëx
La gare d'Oëx  est une gare ferroviaire française, fermée, de la ligne de La Roche-sur-Foron à Saint-Gervais-les-Bains-Le Fayet, située sur le territoire de la commune de Magland, dans le département de la Haute-Savoie en région Rhône-Alpes.
Elle est mise en service en 1898 par la Compagnie des chemins de fer de Paris à Lyon et à la Méditerranée (PLM) et fermée par la Société nationale des chemins de fer français (SNCF) vers la fin du XXe siècle.

## Situation ferroviaire
La gare d'Oëx est située au point kilométrique (PK) 35,284 de la ligne de La Roche-sur-Foron à Saint-Gervais-les-Bains-Le Fayet, entre les gares de Magland et de Sallanches - Combloux - Megève. Son altitude est de 523 mètres.

## Histoire
La réception de la ligne a lieu le 2 juin 1898, le train de l'inspection des ingénieurs parcourt l'ensemble de la ligne, qui comporte trois gares : Magland, Sallanches, Le Fayet et trois stations : Balme, Oëx et Domancy.
La « station d'Oëx » est mise en service le 15 juin 1898 par la Compagnie des chemins de fer de Paris à Lyon et à la Méditerranée (PLM) lorsqu'elle ouvre à l'exploitation la section de Cluses à Saint-Gervais-les-Bains-Le Fayet.
La « station d'Oëx » figure dans la nomenclature 1911 des gares, stations et haltes, de la Compagnie des chemins de fer de Paris à Lyon et à la Méditerranée. Elle porte le no 22 de la ligne de La Roche-sur-Foron au Fayet-Saint-Gervais.

## Service des voyageurs
Gare fermée.